# Kraftwerk Lippendorf
Das Kraftwerk Lippendorf ist ein mit Braunkohle befeuertes Dampfkraftwerk am Nordwestrand des Ortes Lippendorf der Gemeinde Neukieritzsch im Landkreis Leipzig. Es liegt etwa 15 km südlich von Leipzig, das auch über eine Fernwärmeleitung vom Kraftwerk mit Wärme versorgt wird.
Das Kraftwerk wird von der LEAG betrieben, die auch Eigentümerin eines Blockes (Block R mit einer elektrischen Leistung von 875 MW) ist. Der baugleiche Block S gehört der EnBW. Das Kraftwerk wurde am 22. Juni 2000 vom damaligen Bundeskanzler Gerhard Schröder eingeweiht. Die Investitionen für das Kraftwerk (ohne Tagebaubetrieb) betrugen 2,3 Mrd. Euro.
Mit einem CO2-Ausstoß von 11,1 Mio. Tonnen verursachte das Kraftwerk im Jahr 2021 die neunthöchsten Treibhausgasemissionen aller europäischen Kraftwerke.
Infolge des Ausstiegs aus der Kohleverstromung ist eine Verkürzung der Laufzeit des Kraftwerkes mit einer Abschaltung Ende 2035 vorgesehen.
Bereits im Jahr 2018 begannen Überlegungen, welche Einsatzmöglichkeiten es nach dem Kohleausstieg für die im Kraftwerk Lippendorf beschäftigten Arbeitskräfte sowie die vorhandenen Strukturen geben könnte. Ein Erhalt des Standortes ist durch eine zwischenzeitliche Umstellung auf Erdgas und eine perspektivische Erzeugung von Wasserstoff vorgesehen. Das Projekt befindet sich in der Planungsphase, eine Genehmigung wird nicht vor Ende 2023 erwartet.

## Geschichte

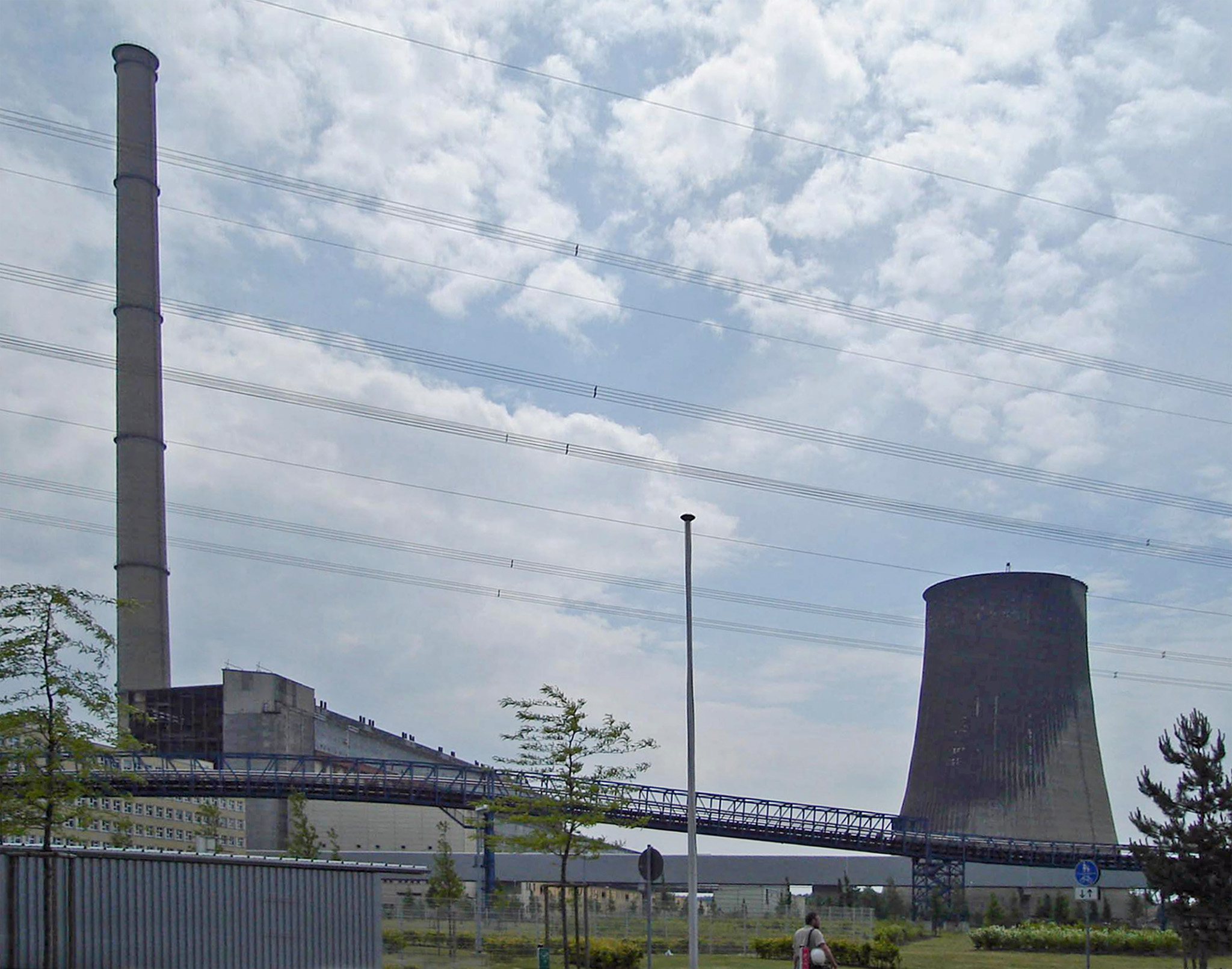
Altes Kraftwerk Lippendorf, 2005 rückgebaut

Der erste Kraftwerksbau am Standort Lippendorf, das Industriekraftwerk Böhlen, entstand 1926. Dieses Kraftwerk versorgte die Chemiefabrik Böhlen.
1965 wurde ein neues Kraftwerk neben dem IKW Böhlen errichtet. Es diente der Versorgung des Böhlener Chemiewerkes und der Grundlastversorgung der südlichen DDR. Dieses Kraftwerk bestand aus einem Kondensationskraftwerk mit vier Kraftwerksblöcken je 100 MWel Nennleistung und aus einem Industriekraftwerk, welches hauptsächlich Dampf zur Chemiefabrik Böhlen lieferte, mit vier Sammelschienenturbosätzen je 50 MWel.
Wegen der nach 1990 gültigen Umweltgesetze entschieden die Eigentümer, dass eine Nachrüstung mit moderner Umwelttechnik aus technischen wie wirtschaftlichen Gründen nicht realisierbar sei. Deshalb planten die Vereinigten Energiewerke AG (VEAG) und die Bayernwerk AG auf dem Gelände des früheren Industriekraftwerkes Böhlen die Errichtung einer optimierten braunkohlenbefeuerten Doppelblockanlage. Die VEAG beauftragte hierzu die Arbeitsgemeinschaft VEBA Kraftwerke Ruhr AG (VKR) und die Energie- und Umwelttechnik GmbH Radebeul (EUT) mit der Planung. Die erste Fassung der Planung wurde im Juli 1992 ausgeliefert. Es folgten Untersuchungen zur Wirkungsgradsteigerung durch Anhebung der Temperaturen für Frischdampf und ZÜ-Dampf sowie zur Abwärmenutzung durch Rohgaskühlung. Diese Ergebnisse wurden am 16. November 1992 der VEAG vorgestellt. In der Planungsphase wurde vorerst ein Block-Nettowirkungsgrad von 39 % als Ziel gesetzt. Dieser konnte durch Optimierung nachträglich auf 42,55 % gesteigert werden. Der Grundstein wurde am 29. November 1995 vom damaligen Ministerpräsidenten Sachsens, Kurt Biedenkopf, gelegt. Die erste Netzschaltung des Kraftwerkblockes S erfolgte am 18. Juni 1999 um 15:42 Uhr. Der baugleiche Block R ging am 15. Dezember desselben Jahres in den ersten Testbetrieb. Am 22. Juni 2000 wurde das Kraftwerk schließlich durch den damaligen Bundeskanzler Gerhard Schröder feierlich eingeweiht. Die Erstbesetzung der Betriebsmannschaft wurde aus den im Umkreis bestehenden Kraftwerken Lippendorf und Thierbach gestellt.
Mit der Inbetriebnahme der beiden Neubaublöcke erfolgte die schrittweise Stilllegung und der Rückbau des Altkraftwerkes Lippendorf. Der erste Kühlturm wurde am 6. Dezember 1997 gesprengt, der zweite wurde 2005 mittels hydraulischer Abbruchzange rückgebaut. Am 27. August 2005 wurde der Schornstein gesprengt, am 5. September 2005 folgte das Kesselhaus.
Am 27. Juni 2019 hat die EnBW als Betreiber des Blocks S die vorübergehende Abschaltung dessen angekündigt. Begründet wurde der Schritt mit wirtschaftlichen Gründen, die von geringen Strompreisen und steigenden Zertifikatspreisen für CO2 innerhalb der EU herrühren. Der Weiterbetrieb des Blocks R durch die LEAG war davon nicht betroffen. Mitte Juli 2019 wurde Block S unter Betriebsführung der LEAG wieder in Betrieb genommen.

## Technische Beschreibung

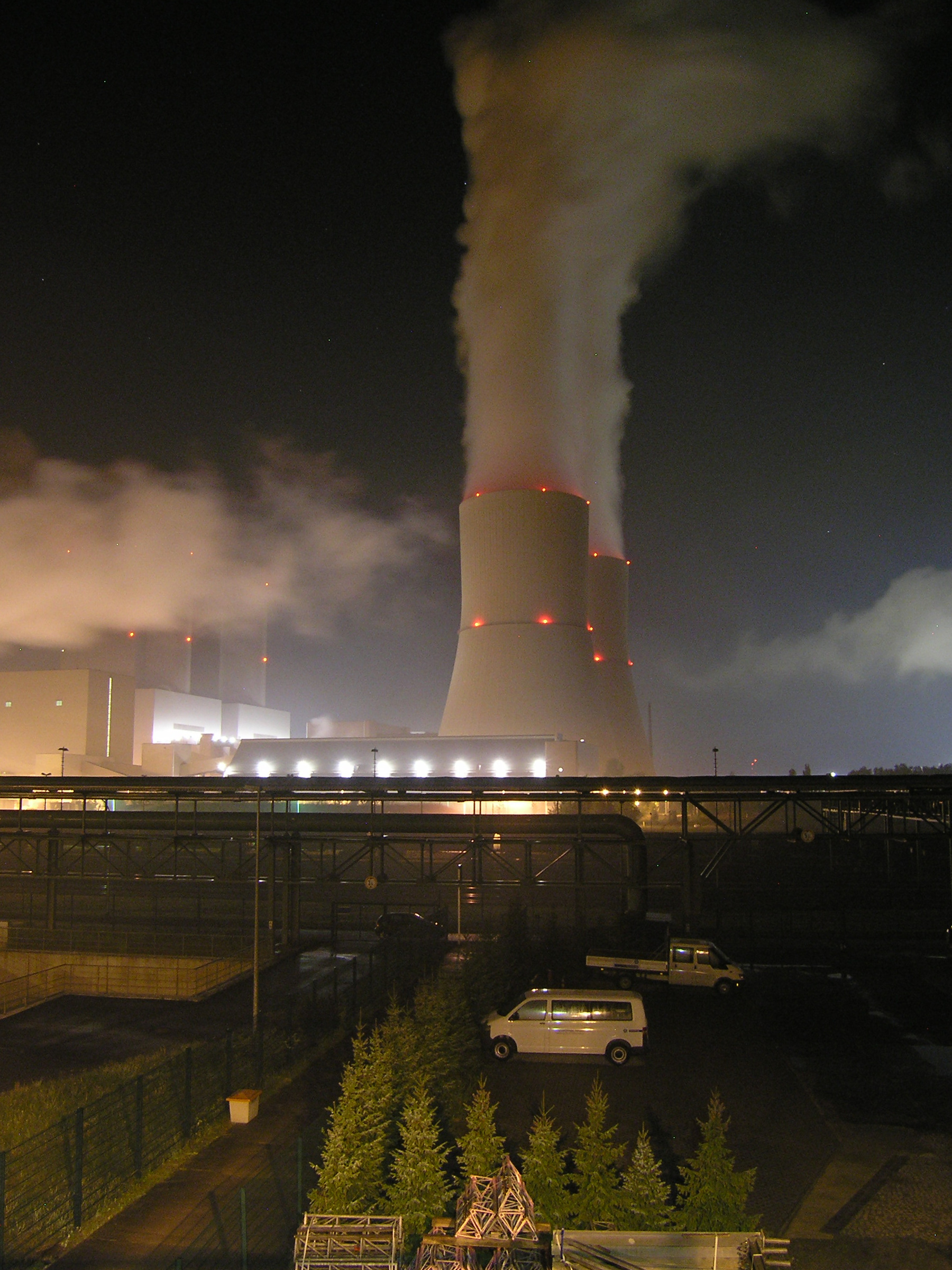
Die Kühltürme vom Haltepunkt Böhlen Werke aus gesehen

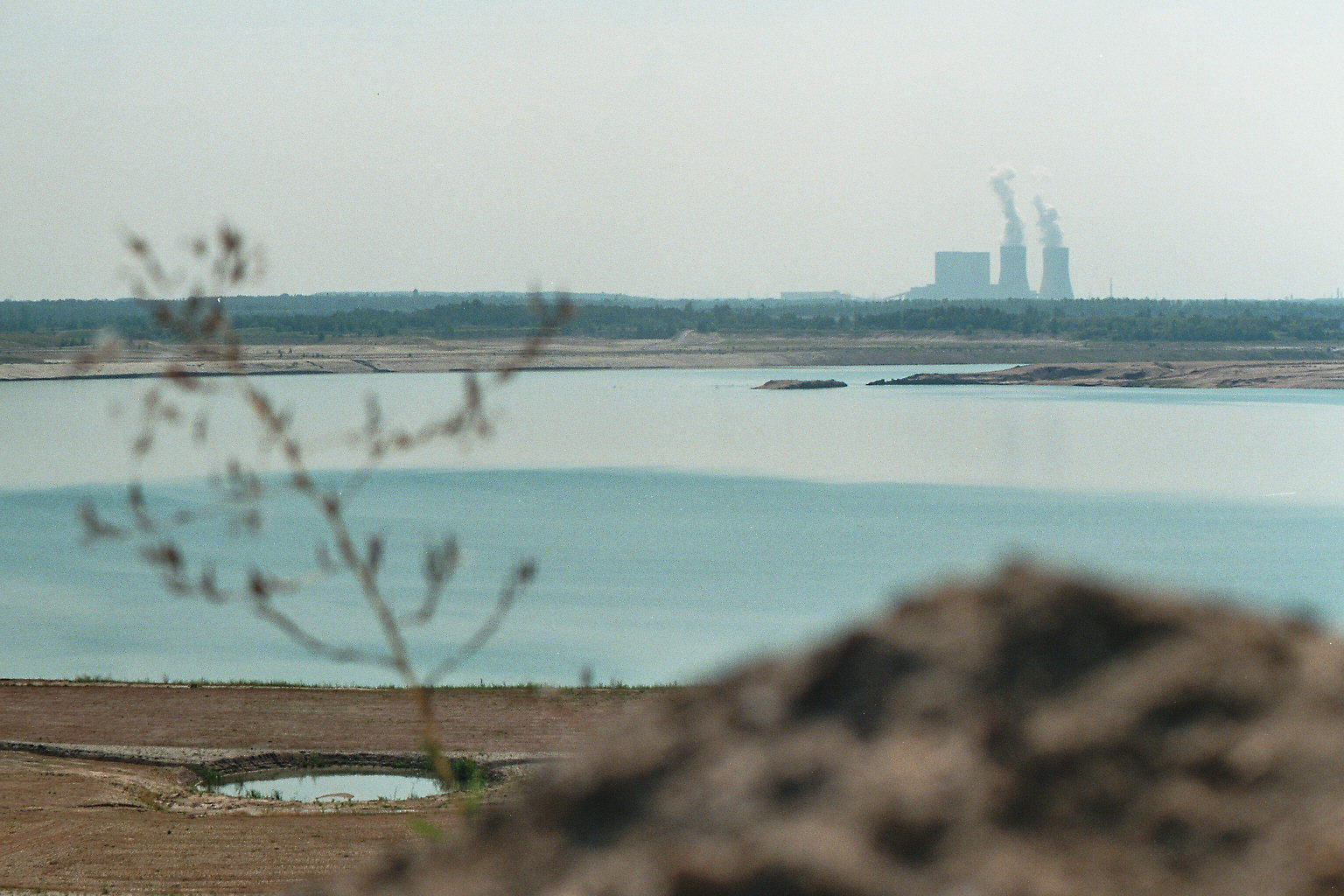
Die Silhouette des Kraftwerks bestimmt das Bild im Süden von Leipzig

Das Kraftwerk besteht aus zwei Blöcken mit je 933,6 MWel Bruttonennleistung. Die beiden von Babcock errichteten Kessel mit je 2420 t/h Dampfleistung stellten zu ihrer Inbetriebnahme die modernste Großfeuerungstechnik für Braunkohle der Welt dar. Der Dampf jedes dieser Kessel treibt je einen Turbosatz, eine ABB-Turbinen-Generatoreinheit mit 1167 MVA, an. Zugleich verfügte das Kraftwerk bei Inbetriebsetzungszeitpunkt über die größten und effektivsten braunkohlebefeuerten Kraftwerksblöcke und die leistungsstärksten Einwellenturbinen.
Sie hatten einen (zur Zeit der Errichtung technisch machbaren höchsten) Wirkungsgrad von 42,55 %.
Die Nettoleistung der Kraftwerksblöcke beträgt jeweils 891 MWel. Aufgrund der Größe der Anlagen wurden diese für den Grundlastbetrieb ausgelegt. Durch die zusätzliche Auskopplung von Wärme zu Heizzwecken wird ein Brennstoffnutzungsgrad von insgesamt 46 Prozent erzielt. Die ausgekoppelte Fernwärmeleistung beträgt maximal 330 MWth. Sie wird den Städten Leipzig, Böhlen (Sachsen) und der Gemeinde Neukieritzsch zur Verfügung gestellt. Die für eine Wärmeübertragungsleistung von 330 Megawatt ausgelegte Fernwärmeleitung nach Leipzig hat eine Länge von 15 Kilometern. Die Stadtwerke Leipzig planen ab 2023 keine Fernwärme mehr aus dem Kraftwerk zu beziehen.
Die für das Kraftwerk benötigte Braunkohlenmenge von durchschnittlich 10 Millionen Tonnen pro Jahr (2003: 11,7 Millionen Tonnen) wird aus dem Tagebau Vereinigtes Schleenhain der MIBRAG geliefert. Die Kohle gelangt über eine etwa 14 Kilometer lange Bandanlage zum Kraftwerk – vorher zunächst zu einem Kohlemisch- und Stapelplatz, wo sie auf 50 Millimeter Korngröße gebrochen und damit die unterschiedlichen Kohlequalitäten der Flöze durch Mischung ausgeglichen wird. Dort können bis zu 400.000 t Rohbraunkohle auf Vorrat gehalten werden, was etwa dem Verbrauch von 15 Tagen Kraftwerksbetrieb entspricht. Die vorgesehene Betriebsdauer des Tagebaus von 40 Jahren entspricht der technischen Lebenserwartung des Kraftwerks.
Durch die moderne Feuerungstechnik sowie umfangreiche Luftreinigungs- und Filteranlagen werden alle gesetzlichen Bestimmungen zur Luftreinhaltung erfüllt bzw. unterschritten. Da die zum Einsatz kommende Braunkohle einen relativ hohen Schwefelgehalt aufweist, kommt der Rauchgasentschwefelung eine besondere Bedeutung zu. Diese wird durch ein Nasswaschverfahren realisiert, welches als Endprodukt Gips liefert.
Dabei wird angelieferter Branntkalk (ca. 1000 t/d) in einer Kalklöschstation abgelöscht, d. h. aus Branntkalk (CaO) wird durch Zugabe von Wasser Kalziumhydroxid (Ca(OH)2. Diese Kalkmilchsuspension wird in großen Absorbern in den Rauchgasstrom eingesprüht und reagiert mit dem enthaltenen SO2 zu CaSO3, welches anschließend durch Oxidationsluftgebläse zu CaSO4 (Gips) aufoxidiert und durch Vakuumbandfilter entwässert und ausgeschleust wird. Der anfallende Gips (ca. 1 Mio. t/a) dient als Rohstoff für eine nebenliegende Gipsfabrik (Gipskartonplatten) und für eine Firma, welche zahntechnischen Gips herstellt. Der restliche Gips wird per Bahn in verschiedene Länder Europas exportiert oder in einem Tagebaurestloch zur späteren Verwendung zwischengelagert. Die Bahnlogistik der benötigten Zusatzstoffe und des anfallenden Gipses führt die Mitteldeutsche Eisenbahn durch.

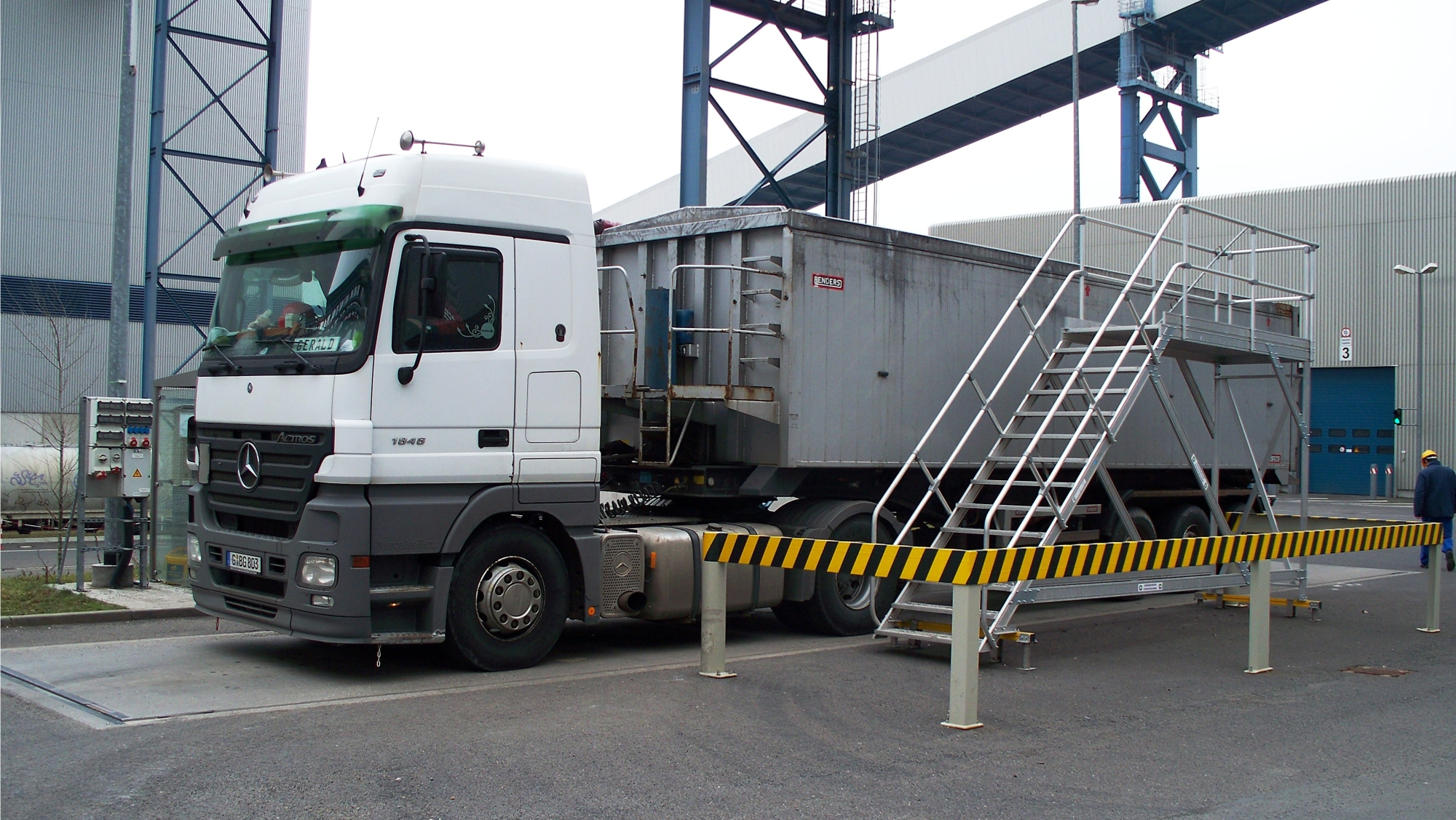
Antransport von Klärschlamm per LKW

Seit 2004 werden jährlich etwa zwischen 300.000 und 320.000 Tonnen Klärschlamm (ca. 2,5 % des Gesamtbrennstoffbedarfes) mitverbrannt. Durch die KSMV (Klärschlamm-Mitverbrennung) werden die Klärschlämme der Braunkohlenfeuerung zudosiert, verbrannt und durch die Filteranlagen des Kraftwerkes weitestgehend unschädlich gemacht. Mit dieser Mitverbrennung werden etwa 41.000 Tonnen Braunkohle pro Jahr eingespart. Durch diese Brennstoffzugabe wird kein zusätzliches CO2 in den natürlichen Kreislauf eingebracht, jedoch verringert sich der Nettowirkungsgrad um etwa 0,05 % auf 42,5 %. Dieser Nachteil steht aber im Bezug auf die Wirtschaftlichkeit (Einsparung der Braunkohlemenge und Entsorgungsvergütung) der Klärschlamm-Mitverbrennung im Hintergrund.

## Technische Daten (Auslegungsdaten, wenn nicht anders benannt)

### Gesamtübersicht
| Bruttoleistung in MWel         | 1867,2 |
| Kurzzeitbruttoleistung in MWel | 1940 |
| Scheinleistung in MVA          | 2334 |
| Dampferzeuger                  | 2 (baugleich)                                                                                                   |
| Turbosätze                     | 2 (baugleich)                                                                                                   |
| Feuerungsart                   | primär Braunkohlestaub, sekundär Kläranlagenrückstände, Anfahrbetrieb Heizöl Extra Leicht                       |
| Einsatzart                     | Grundlast, bedingt durch EEG auch Mittellast                                                                    |
| Rauchgasentstaubung            | Elektrofilter (2 Filter mit je 16 Einzelfeldern je Dampferzeuger)                                               |
| Rauchgasentschwefelung         | Nasswaschverfahren (2 Rauchgasentschwefelungsanlagen je Dampferzeuger)                                          |
| Rauchgasentstickung            | nicht benötigt, da Grenzwerte durch NOx-arme Feuerung unterschritten werden                                     |
| CO2-Verminderung1              | durch Wirkungsgradsteigerung und teilweiser Primärbrennstoffsubstitution mit CO2-neutralem Sekundärbrennstoff 2 |
| Fernwärmeauskopplung in MWth   | 330 |
| Nettowirkungsgrad in %         | 42,5 |
| Brennstoffausnutzungsgrad in % | 46 |

1 nur bei Grundlastbetrieb 

2 Kläranlagenrückstände

### Dampferzeuger
| Art                            | Zwangdurchlauf |
| Bauart                         | Turmbauweise 1 |
| Höhe in m                      | 163            |
| Dampfleistung in t/h           | 2420           |
| Brennkammerhöhe in m           | 90             |
| FD Druck in bar                | 267,5          |
| FD Temp. in °C                 | 554            |
| ZD Druck in bar                | 52             |
| ZD Temp. in °C                 | 583            |
| Primärbrennstoffmenge in t/h   | ca. 750        |
| Sekundärbrennstoffmenge in t/h | ca. 22         |
| Mühlen                         | 8× NV 110 2    |

1 alle Heizflächen befinden sich in einem einzigen Zug angeordnet nach oben, Abgasabführung erfolgt in einem Leerzug nach unten

2 Nassventilatormühlen mit je 110 t/h maximalen Kohledurchsatz

### Turbinen
| Bauart                         | 5-gehäusige einwellige Hochtemperatur-Kondensationsturbine |
| Länge in m                     | 51,7                                                       |
| Frischdampfmenge in kg/s       |                                                            |
| Druck v. HD-Teil in bar        | 6,45                                                       |
| Temp. v. HD-Teil in °C         | 550                                                        |
| Zwischendampfmenge in kg/s     | 596,8                                                      |
| Druck v. MD-Teil in bar        | 50                                                         |
| Temp. v. MD-Teil in °C         | 582                                                        |
| Kondensatordruck in barabsolut | 0,038                                                      |
| Drehzahl in min−1              | 3000                                                       |

### Kondensatoren
| abzuführende Leistung in MWth1      | 890,76   |
| Kondensatordruck in barabsolut      | 0,038    |
| Kühlwassermenge in m³/s             | 20,9     |
| Kühlwassereintrittstemperatur in °C | 16,4     |
| Kühlwassergeschwindigkeit in m/s    | 1,95     |
| Wärmeaustauschfläche in m²          | 54.950   |
| Außenabmessungen (B/H/T) in m       | 22/15/18 |
| Nettogewicht in t                   | 1140     |

1 zur Zeit technisch nicht nutzbare, aber für den Dampfturbinenprozess benötigte Abwärmeenergie

### Generatoren
| Hersteller                    | ABB (Alstom) |
| Typ                           | 50WT25E-158  |
| Scheinleistung in MVA         | 1167         |
| Wirkleistung in MWel          | 933,6        |
| Schaltung                     | Stern        |
| Spannung in kV                | 27           |
| Strom in kA                   | 24,954       |
| Leistungsfaktor, übererregt   | 0,8          |
| Leerlaufkurzschlussverhältnis | 0,505        |
| Erregereinrichtung            | statisch     |
| Erregerspannung in V          | 757          |
| Erregerstrom in A             | 6001         |
| H2-Überdruck in bar           | 5            |
| Masse Stator in t             | 430,3        |
| Masse Rotor in t              | 97           |
| Frequenz in Hz                | 50           |
| Drehzahl in min−1             | 3000         |
| Kühlung                       | H2/H2O       |

### Maschinentransformatoren
| Anzahl                     | 2 1            | 2          |
| Typ                        | TWSM (Siemens) | KDOR (ABB) |
| Scheinleistung in MVA      | 1100           | 1100       |
| Übersetzung in kV          | 27/410         | 27/410     |
| Stufen                     | 27             | 27         |
| Kühlart                    | ODWF 2         | ODWF       |
| Schaltung                  | YNd5           | YNd5       |
| uk in %                    | 21–22          | 21–22      |
| max. Kurzschlussdauer in s | 8              | 8          |
| Gesamtmasse in t           | 550            | 555        |
| Ölmasse in t               | 92,5           | 102        |

1 Parallelschaltung eines Siemens- und eines ABB-Trafos je Block

2 O – Öl als inneres Kühlmittel, D – direkt gerichtete Strömung des inneren Kühlmittels (durch Ölpumpen und zielgerichtete Strömungsverteiler),
 W – Wasser als äußeres Kühlmittel, F – forcierte Strömung (durch Kühlwasserpumpen)

### Kühltürme
| Anzahl                     | 2                     |
| Bauart                     | Naturzug-Nasskühlturm |
| Kühlwasserdurchsatz in t/h | 86.400                |
| Höhe in m                  | 174,5                 |

### Abgasabführung
Die durch Elektrofilter und Rauchgasentschwefelungsanlagen gereinigten Abgase werden unter Ausnutzung der Konvektion über die beiden 174,5 m hohen Kühltürme an die Umwelt abgegeben.

### Hilfsdampfversorgung
Durch eine Hilfsdampfschiene ist es möglich, dass ein Block den anderen versorgen kann. Für den Fall des Stillstands beider Dampferzeuger gibt es Hilfsdampferzeuger:
|                | Hilfsdampferzeuger            |
| Anzahl         | 2                             |
| Art            | Naturumlauf mit zwei Trommeln |
| Brennstoff     | Heizöl EL                     |
| Dampfparameter | 3,12 t/h, 500 °C, 30 bar      |

### Eigenbedarfsversorgung beiNetzausfall
| Lastabwurf auf Eigenbedarf (Inselbetrieb)         |
| 12 Batterieanlagen 220 V−                         |
| 10 Batterieanlagen 24 V−                          |
| 16 unterbrechungsfreie Leistungsstromversorgungen |
| 1 Notstromdiesel 2000 kVA, 0,4 kV                 |

Das Kraftwerk ist nicht schwarzstartfähig.

### Netzanschluss
Das Kraftwerk ist über eine 380-kV-Hochspannungsleitung mit dem Umspannwerk Pulgar des Übertragungsnetzbetreibers 50Hertz Transmission verbunden.

### Sonstiges

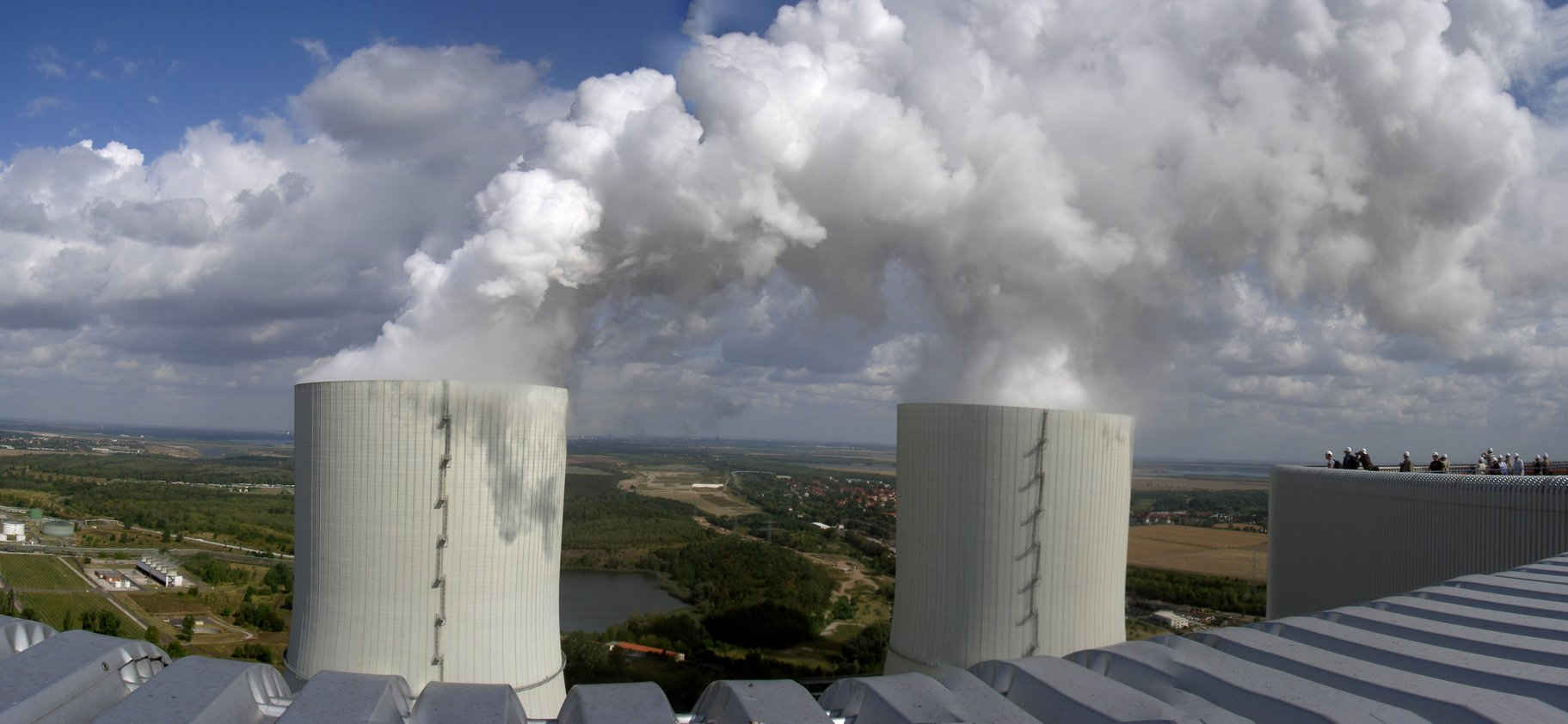
Blick vom Dach

Die beiden 164 Meter hohen Kesselhäuser waren bis zur Fertigstellung der 172 Meter hohen Kesselhäuser des Kraftwerkes Niederaußem im Jahr 2002 die höchsten Industriegebäude in Deutschland. Auf dem Kesselhaus R befindet sich eine Aussichtsplattform mit einer Windrose, welche besondere Ortsmarken in der Umgebung aufzeigt.
Der höchste Punkt des Kraftwerkes ist der Schornstein der Hilfskesselanlage in einer Höhe von 180 m.

## Umwelt- und Gesundheitsschäden
Das Kraftwerk Lippendorf steht in der Kritik, da es große Mengen an Stickstoffoxiden, Schwefeloxiden, Quecksilber und Feinstaub emittiert, an Letzterem können Krebs erzeugende Substanzen (Blei, Cadmium, Nickel, PAK, Dioxine und Furane) haften. Insbesondere die Schwermetallemissionen liegen deutlich höher, als bei vergleichbaren deutschen Braunkohlekraftwerken.
Eine von Greenpeace bei der Universität Stuttgart in Auftrag gegebene Studie kommt 2013 zu dem Ergebnis, dass die 2010 vom Kraftwerk Lippendorf ausgestoßenen Feinstäube und die aus Schwefeldioxid-, Stickoxid- und NMVOC-Emissionen gebildeten sekundären Feinstäube nicht für Personen, die in der direkten Umgebung des Kraftwerks leben am schädlichsten, sondern für Menschen, die in etwa 50 bis 150 Kilometer Entfernung wohnen das höchste, gesundheitliche Risiko beinhalten. Rechnerisch waren die Schadstoffemissionen, die von 67 deutschen Kohlekraftwerken verursacht wurden, jährlich für den Verlust von etwa 33.000 Lebensjahren in Deutschland und Europa verantwortlich.
Greenpeace führt das Kraftwerk in Lippendorf auf der Liste der „gesundheitsschädlichsten Kohlekraftwerke Deutschlands“ auf Platz 3 und nutzte den Standort unter anderem 2018 für eine Protestkundgebung gegen die Kohleverstromung.
Außerdem stehen angesichts des Klimawandels die CO2-Emissionen des Kraftwerks in der Kritik. Auf der im Mai 2007 vom WWF herausgegebenen Liste der klimaschädlichsten Kraftwerke in der EU rangierte das Kraftwerk Lippendorf mit 12,4 Mio. Tonnen Kohlendioxid im Jahr 2006 auf Rang 16 in Europa und auf Rang 8 in Deutschland (950 g CO2-Ausstoß pro erzeugter Kilowattstunde Strom), nach den Kraftwerken Niederaußem, Jänschwalde, Frimmersdorf, Weisweiler, Neurath, Boxberg und Schwarze Pumpe.
Das Kraftwerk Lippendorf meldete folgende Emissionen im europäischen Schadstoffregister „PRTR“:
| Luftschadstoff                           | 2011              | 2012              | 2013              | 2014              | 2015              | 2016              | 2017              |
| ---------------------------------------- | ----------------- | ----------------- | ----------------- | ----------------- | ----------------- | ----------------- | ----------------- |
| Kohlendioxid (CO2)                       | 10.900.000.000 kg | 10.800.000.000 kg | 11.800.000.000 kg | 11.900.000.000 kg | 10.300.000.000 kg | 10.800.000.000 kg | 11.400.000.000 kg |
| Schwefeloxide (als SOx/SO2)              | 11.800.000 kg     | 11.300.000 kg     | 12.100.000 kg     | 12.300.000 kg     | 9.950.000 kg      | 10.600.000 kg     | 11.000.000 kg     |
| Stickstoffoxide (NOx/NO2)                | 7.330.000 kg      | 7.140.000 kg      | 7.910.000 kg      | 8.740.000 kg      | 8.010.000 kg      | 8.660.000 kg      | 8.330.000 kg      |
| Kohlenmonoxid (CO)                       | keine Angabe      | 621.000 kg        | 755.000 kg        | 906.000 kg        | 1.140.000 kg      | 1.150.000 kg      | 649.000 kg        |
| Distickstoffmonoxid (N2O)                | 131.000 kg        | 125.000 kg        | 138.000 kg        | 148.000 kg        | 132.000 kg        | 125.000 kg        | 143.000 kg        |
| Feinstaub (PM10)                         | 145.000 kg        | 138.000 kg        | 229.000 kg        | 173.000 kg        | 108.000 kg        | 95.800 kg         | 94.500 kg         |
| Anorganische Chlorverbindungen (als HCl) | 226.000 kg        | 173.000 kg        | 228.000 kg        | 155.000 kg        | 43.600 kg         | 45.800 kg         | keine Angabe      |
| Nickel und Verbindungen (als Ni)         | keine Angabe      | 571 kg            | 230 kg            | 169 kg            | keine Angabe      | 64,8 kg           | 70 kg             |
| Quecksilber und Verbindungen (als Hg)    | 647 kg            | 482 kg            | 410 kg            | 489 kg            | 490 kg            | 538 kg            | 578 kg            |
| Blei und Verbindungen (als Pb)           | keine Angabe      | keine Angabe      | keine Angabe      | keine Angabe      | keine Angabe      | keine Angabe      | keine Angabe      |
| Chrom und Verbindungen (als Cr)          | 652 kg            | keine Angabe      | keine Angabe      | keine Angabe      | keine Angabe      | keine Angabe      | keine Angabe      |
| Kupfer und Verbindungen (als Cu)         | 385 kg            | 124 kg            | 455 kg            | keine Angabe      | keine Angabe      | 120 kg            | keine Angabe      |
| Cadmium und Verbindungen (als Cd)        | 116 kg            | 61 kg             | 614 kg            | keine Angabe      | keine Angabe      | keine Angabe      | keine Angabe      |
| Arsen und Verbindungen (als As)          | keine Angabe      | keine Angabe      | 72 kg             | 40 kg             | 29 kg             | 31,9 kg           | 30 kg             |

Weitere typische Schadstoffemissionen wurden nicht berichtet, da sie im PRTR erst ab einer jährlichen Mindestmenge meldepflichtig sind, z. B. Dioxine und Furane ab 0,0001 kg, Cadmium ab 10 kg, Arsen ab 20 kg, Nickel ab 50 kg, Chrom ab 100 kg, Blei sowie Zink ab 200 kg, anorganische Fluorverbindungen ab 5.000 kg, Ammoniak ab 10.000 kg, Kohlenmonoxid sowie flüchtige organische Verbindungen außer Methan (NMVOC) ab 100.000 kg.
Die Europäische Umweltagentur hat die Kosten der Umwelt- und Gesundheitsschäden der 28.000 größten Industrieanlagen in Europa anhand der im PRTR gemeldeten Emissionsdaten mit den wissenschaftlichen Methoden der Europäischen Kommission abgeschätzt. Danach liegt das Kraftwerk Lippendorf auf Rang 14 der Schadenskosten aller europäischen Industrieanlagen.
| Verursacher          | Schadenskosten (in Mio. EUR)                                                               | Schadenskosten (in Mio. EUR)                                                           | Anteil    |
| Verursacher          | nach Methode Wert eines Menschenlebens (VSL) * Anzahl Todesfälle infolge Luftverschmutzung | nach Methode Wert eines Lebensjahres (YOLL) * Anzahl potentiell verlorener Lebensjahre | Anteil    |
| -------------------- | ------------------------------------------------------------------------------------------ | -------------------------------------------------------------------------------------- | --------- |
| Kraftwerk Lippendorf | 677                                                                                        | 1.107                                                                                  | 0,7–1,1 % |
| Summe 28.000 Anlagen | 102.000                                                                                    | 169.000                                                                                | 100 %     |

## Zukunftsszenarien für die Zeit nach dem Kohleausstieg
Der Betreiber LEAG gab 2020 bekannt, er trage die Kohleausstiegspläne der Regierung mit.
Das Kohlekraftwerk in Lippendorf ist – laut Betreiber – für das Jahr 2035 zur Stilllegung vorgesehen.
Gemeinsam mit dem mitteldeutschen Energieversorger EnviaM und der MITGAS Mitteldeutsche Gasversorgung ist der Aufbau einer Wasserstoff-Infrastruktur geplant. Die Kooperation der Unternehmen soll alle Dienstleistungen von der Erzeugung über den Transport und die Verteilung bis hin zur Lieferung des Wasserstoffs ermöglichen.
Der entsprechende Kooperationsvertrag wurde im Februar 2022 in Dresden unterzeichnet. Das Pilotprojekt im Raum Lippendorf hat den Aufbau eines Netzwerkes zum Ziel, durch welches Wasserstoff aus grünem Strom für unterschiedliche Endverbraucher verfügbar werden soll.
Georg-Ludwig von Breitenbuch, energiepolitischer Sprecher und CDU-Abgeordneter im Sächsischen Landtag gab im März 2022, nach einem Besuch des Kraftwerkes bekannt, der Fortbestand des Standorts in Lippendorf sei gesichert. Geplant sei zunächst der Neubau eines Gaskraftwerkes, perspektivisch sei jedoch die Erzeugung von Wasserstoff aus regenerativen Energieträgern das Ziel. Dabei sollen sowohl die Arbeitskräfte mit eingebunden werden als auch die bereits vorhandenen Strukturen des Industriestandortes, so weit wie möglich, mit einbezogen werden. Mit einer Genehmigung, in der auch die finanzielle Planung enthalten sein wird, ist nicht vor Ende 2023 zu rechnen.